# Nicolae Dobrin
Nicolae Dobrin (ur. 26 sierpnia 1947 w Pitești, zm. 26 października 2007 tamże) – rumuński piłkarz. Wybrany na najlepszego rumuńskiego piłkarza w latach 1966, 1967 i 1971. Stadionul Nicolae Dobrin w Pitești został nazwany na jego cześć. Jeden z najwybitniejszych piłkarzy Rumunii, Dobrin był uważany za jednego najbardziej utalentowanych dryblerów w historii piłki nożnej. Nosił przydomek Gâscanul (Gąsior) lub Prințul din Trivale (Książę Trivale; Trivale – dzielnica Pitești).

## Kariera
Nicolae Dobrin urodził się w Pitești (daw. nazywane po polsku Piteszt), okręg Ardżesz (rum. Argeș) i w wieku zaledwie 14 lat, 1 lipca 1962 roku, zadebiutował w najwyższej klasie rozgrywkowej Rumunii. W FC Argeș Pitești grał 22 lata i tylko jeden rok w innym zespole, FCM Târgoviște. Dobrin odmawiał gry w najbardziej utytułowanych zespołach ligi, takich jak Dinamo Bukareszt lub CS Universitatea Craiova, zawsze zostając wiernym swojemu klubowi. Za czasów gry Dobrina zespół FC Argeș Pitești zdobył dwa, jak dotąd jedyne mistrzostwa Rumunii – w 1972 i 1979. Wkład Dobrina w to drugie, z 1979 roku, był kluczowy. Dzięki jego bramce na 4–3 w doliczonym czasie gry w meczu przeciwko Dinamo to właśnie drużyna z Pitești mogła cieszyć się z pierwszego miejsca na koniec sezonu.
Nicolae Dobrin rozegrał 48 meczów w Reprezentacji Rumunii. To między innymi dzięki jego bramkom w eliminacjach do Mistrzostw Świata w 1970 roku Rumunia awansowała do finałów. Mimo otrzymania powołania do kadry na turniej w Meksyku, nie rozegrał w nim ani minuty. Rumunia z zaledwie jednym zwycięstwem i dwoma porażkami nie zdołała wyjść z grupy. Spowodowało to falę pytań i spekulacji dotyczących braku gry Dobrina i do dziś zostaje jedną z największych zagadek rumuńskiego futbolu.
W ciągu całej swojej kariery Dobrin rozegrał 409 meczów, zdobył 111 bramek. Został wybrany na rumuńskiego gracza roku w 1966, 1967 i 1971 roku. Ostatni mecz zagrał 14 czerwca 1983 roku w meczu FC Argeș z Bihor Oradea, który zakończył się zwycięstwem Argeș 2–0.
W 1972 roku Dobrin był bliski gry w Realu Madryt. Po meczu przeciwko hiszpańskiej drużynie w Pucharze Mistrzów i zdobyciu bramki (mecz wygrany przez Argeș 2–1) tak bardzo zaimponował Santiago Bernabéu, słynnemu prezydentowi Realu, że ten chciał go sprowadzić aż za 2 miliony dolarów. Ze względu na reżim Komunistyczny w Rumunii w tym okresie Santiago Bernabeu rozmawiał o tym z Nicolae Ceaușescu osobiście, ale nie mógł go namówić, ponieważ Dobrin był postrzegany jako „narodowe dobro”, a takie wartości nie mogły być oddawane, zwłaszcza „obcym”, za jakich uważano cudzoziemców zgodnie z komunistyczną doktryną. Mówi się, że to była strata życiowej szansy Dobrina, chociaż ostatecznie zagrał w koszulce królewskich w meczu pożegnalnym Paco Gento. Przy tej okazji Santiago Bernabeu przeprowadził ostatnią, lecz nieudaną próbę pozyskania rumuńskiego zawodnika.

## Śmierć
Dobrin zmarł 26 października 2007 roku na oddziale intensywnej terapii szpitala rejonowego w Pitești. Śmierć nastąpiła w wyniku niewydolności narządów spowodowanej rakiem płuc. 29 października 2007 roku w ceremonii jego pogrzebu, która odbyła się na cmentarzu przy Kościele Św. Jerzego, wzięło udział ponad 5000 osób (w tym Nicolae Dică i Adrian Neaga ze Steauy Bukareszt i Dănuț Coman z Rapidu Bukareszt, którego w młodości trenował Dobrin).

## Osiągnięcia klubowe
- mistrzostwo Rumunii (2): 1971-72, 1978-79

## Osiągnięcia indywidualne
- Rumuński piłkarz roku: 1966, 1967 i 1971